# 青山清 (陸軍軍人)
青山 清（あおやま きよし、1893年〈明治26年〉2月1日 - 1970年〈昭和45年〉1月18日）は、大日本帝国陸軍軍人。最終階級は陸軍少将。

## 経歴
1893年（明治26年）に愛知県で生まれた。陸軍士官学校第26期卒業。1939年（昭和14年）9月に第23師団高級副官（関東軍・第6軍）に着任し、ノモンハン事件で敗退した師団の再建に尽力した。1940年（昭和15年）8月1日に陸軍歩兵大佐に進級し、12月2日に歩兵第43連隊長（関東軍・第5軍・第11師団）に着任。虎林に駐屯し、同地周辺の守備に任じた。1944年（昭和19年）1月に山形連隊区司令官に転じた。
1945年（昭和20年）3月1日に陸軍少将に進級し、3月31日に歩兵第83旅団長（支那派遣軍・第1軍・第114師団）に着任。中国戦線に出征し、終戦時は太原に位置した。